# Cratere Lovell
Lovell è un cratere lunare di 35,1 km situato nella parte sud-orientale della faccia nascosta della Luna.